# Раджапіка
Раджапіка (1320 —14 листопада 1328) — сьомий імператор династії Юань та великий каган Монгольської імперії.

## Життєпис
Народився у 1320 у родині імператора Єсун-Темура. У 1324 році його оголосили спадкоємцем трону. Після смерті у 1328 році батька Раджапіка став новим імператором. При цьому реальну владу здобув Давлат-шах, фаворит попереднього імператора. Проти цього виступив командир монгольських військ у столиці Даду Ел-Темур, який закликав на трон Туг-Темура, сина Хайсан-Хулуга. Раджапіка вимушений був відступити до Монголії. Втім спроба відновити себе на троні зазнала невдачі: під Даду армія Раджапіки зазнала поразки. Зрештою він здався у літній резиденції в Шанду, де його 14 листопада 1328 року було вбито.